# Plastingia flavescens
Plastingia flavescens är en fjärilsart som beskrevs av Felder 1867. Plastingia flavescens ingår i släktet Plastingia och familjen tjockhuvuden. Inga underarter finns listade i Catalogue of Life.